# Астанайская и Алма-Атинская епархия
Астана́йская и Алма-Ати́нская епа́рхия (каз. Астана және Алматы епархиясы) — епархия Казахстанского митрополичьего округа Русской православной церкви, объединяющая приходы и монастыри в пределах городов Астаны и Алма-Аты, а также Алматинской области.
Кафедральный центр — Астана. Кафедральные соборы: Успенский в Астане и Вознесенский в Алма-Ате.
В епархии 67 приходов, 4 монастыря, более 150 священнослужителей.
Правящий архиерей с 5 марта 2010 года — митрополит Александр (Могилёв).

## История

### Акмолинское викариатство
26 января 1913 года было учреждено Акмолинское викариатство Омской епархии. 6 ноября 1914 года викарная кафедра была перенесена в Петропавловск.
В 1919 году (по другим данным, в 1921-м) была образована самостоятельная Акмолинская епархия. В 1924—1925 годах Акмолинская кафедра вновь стала викариатством Омской епархии, затем до упразднения в 1932 году — викариатством Петропавловской епархии.

### Туркестанская епархия
Ташкентская и Туркестанская епархия была образована 4 мая 1871 года. Вследствие несогласия чиновников в Ташкенте центром епархии стал город Верный (ныне Алма-Ата). В 1916 году Ташкент стал центром епархии, на территории Семиречья было создано Семиреченское и Верненское викариатство. Позднее епархия была восстановлена.
В 1937 года деятельность епархии была прекращена, а 5 июня 1945 года была возобновлена как Алма-Атинская и Казахстанская на территории всего Казахстана.
30-31 января 1991 года из неё были выделены самостоятельные Уральская и Чимкентская епархии.

### С 1999 года
31 марта 1999 года решением Священного Синода Русской православной церкви: «Принимая во внимание столичный статус города Астаны, Казахстан, Священный Синод выделил его из епархиального окормления епископа Чимкентского и Акмолинского Елевферия и передал в управление архиепископу Алма-Атинскому и Семипалатинскому Алексию, которому определён титул „Астанайский и Алма-Атинский“».
Постановлением Священного Синода от 7 мая 2003 года было предусмотрено создать на территории Казахстана Митрополичий округ из трёх епархий (Астанайской, Уральской и Чимкентской) с центром в городе Астана. Округ возглавил митрополит Астанайский и Алма-Атинский, которым тем же постановлением был назначен Преосвященный митрополит Воронежский и Липецкий — Мефодий. Так как это был первый создаваемый митрополичий округ, то предполагалось подготовить Положение о Митрополичьем округе с дальнейшим его утверждением на Архиерейском соборе.
5 марта 2010 года Священный синод постановил назначить митрополитом Астанайским и Алма-Атинским архиепископа Александра.
31 мая 2010 года было создано Каскеленское викариатство для помощи правящему архиепископу. В октябре того же года эту кафедру занял настоятель Вознесенского кафедрального собора Алма-Аты — Геннадий.
26 июля 2010 года было принято решение о том, что главе Митрополичьего округа Русской Православной Церкви в Республике Казахстан именоваться митрополитом Астанайским и Казахстанским.
6 октября 2010 года из состава Астанайской епархии были выделены: Карагандинская область, в пределах которой образована Карагандинская епархия, а также Восточно-Казахстанская и Павлодарская области, где была учреждена Павлодарская епархия.
25 июля 2014 года решением Священного Синода Русской Православной Церкви было учреждено Талдыкорганское викариатство, епископом которого стал Нектарий.

## Архиереи
Акмолинское викариатство Омской епархии
- Мефодий (Красноперов) (10 февраля 1913 — 6 ноября 1914)

Акмолинская епархия
- Гавриил (Воеводин) (1919—1922; по другим данным, после февраля 1921 — до 14 сентября 1921; на епархии не был, от назначения отказался, определён на покой[5])

Акмолинское викариатство Омской епархии
- Алексий (Буй) (1925)
- Иоанн (Троянский) (3 марта 1925—1928)

Акмолинское викариатство Петропавловской епархии
- Владимир (Горьковский) (1 марта — ? 1929)
- Иоанникий (Чанцев) (1929—1930; по другим данным, 14 мая 1932[5])

Астанайская и Алма-Атинская епархия
ранее Алма-Атинская и Семипалатинская епархия
- Алексий (Кутепов) (31 марта 1999 — 7 октября 2002)
- Елевферий (Козорез) (7 октября 2002 — 7 мая 2003) в/у, еп. Чимкентский
- Мефодий (Немцов) (7 мая 2003 — 5 марта 2010)
- Александр (Могилёв) (с 5 марта 2010)

## Викариатства
- Каскеленское
- Талгарское
- Талдыкорганское

## Благочиния
Епархия разделена на 8 церковных округов (По состоянию на октябрь 2022 года):
- Алма-Атинское городское благочиние
- Астанайское городское благочиние
- Жаркентское благочиние
- Илийское благочиние
- Талгарское благочиние
- Отеген-Батырское благочиние
- Талдыкорганское благочиние
- Узун-Агашское благочиние

## Монастыри
- Алма-Атинский Иверско-Серафимовский женский монастырь. Основан в 1908 году, закрыт в 1921-м, возобновлен в 2003-м. Настоятельница — игумения Любовь (Якушкина).
- Астанайский в честь иконы Божией Матери «Взыскание погибших» женский монастырь, учреждён в 1995 году. Настоятельница — монахиня Севастиана (Плотникова).
- Есикская во имя преподобного Силуана Афонского мужская пустынь, основана в 1997 году. Наместник — игумен Назарий (Марков).
- Серафимо-Феогностовская Аксайская мужская пустынь, открыта как монастырь в 1996 году на месте закрытого в 1921-м мужского скита. Наместник — иеромонах Трифон (Печковский).

## Учебные заведения
- Алма-Атинская духовная семинария; 7 богогословских курсов; 84 воскресные школы.

## Храмы

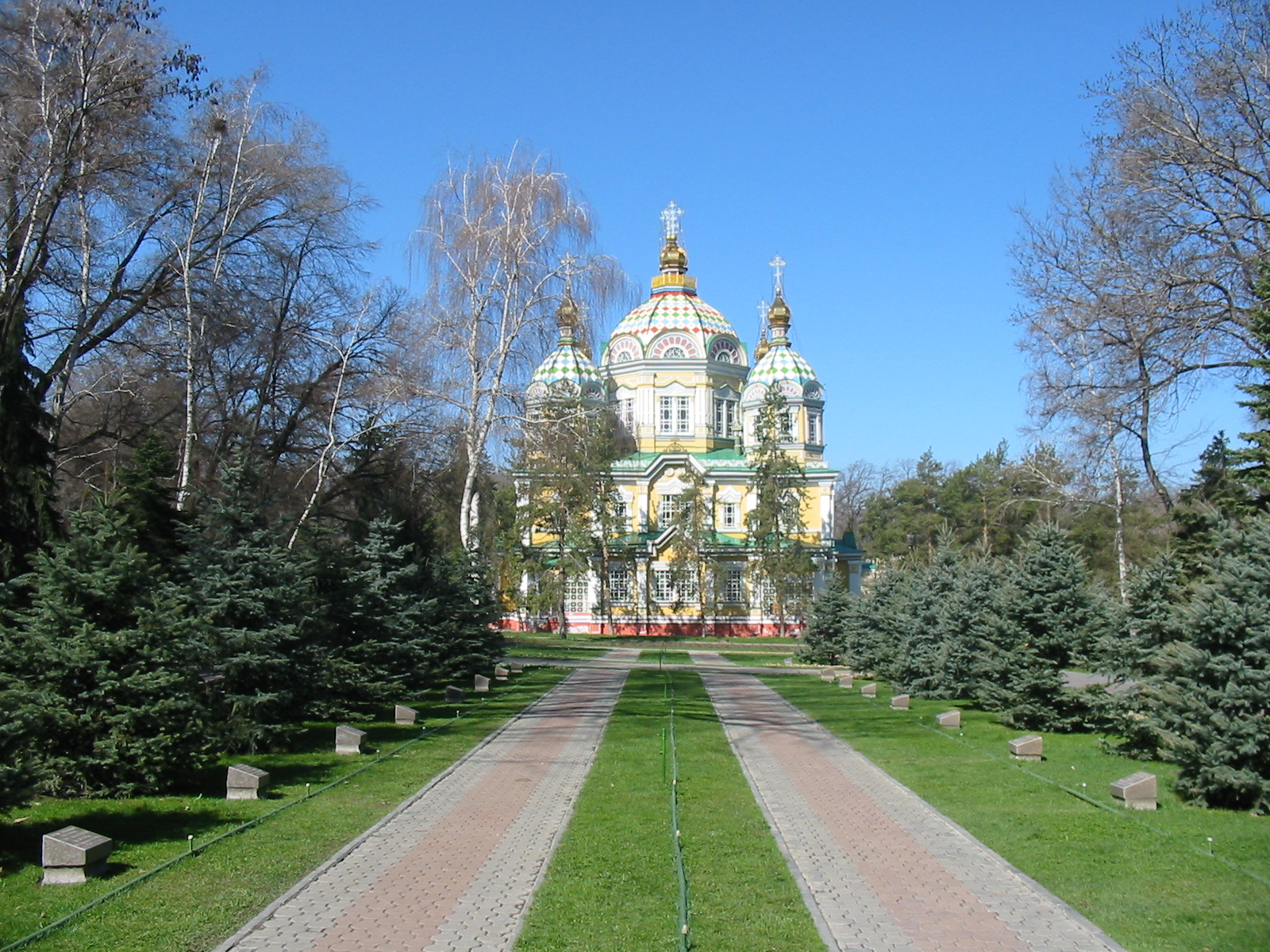
Вознесенский собор, Алма-Ата
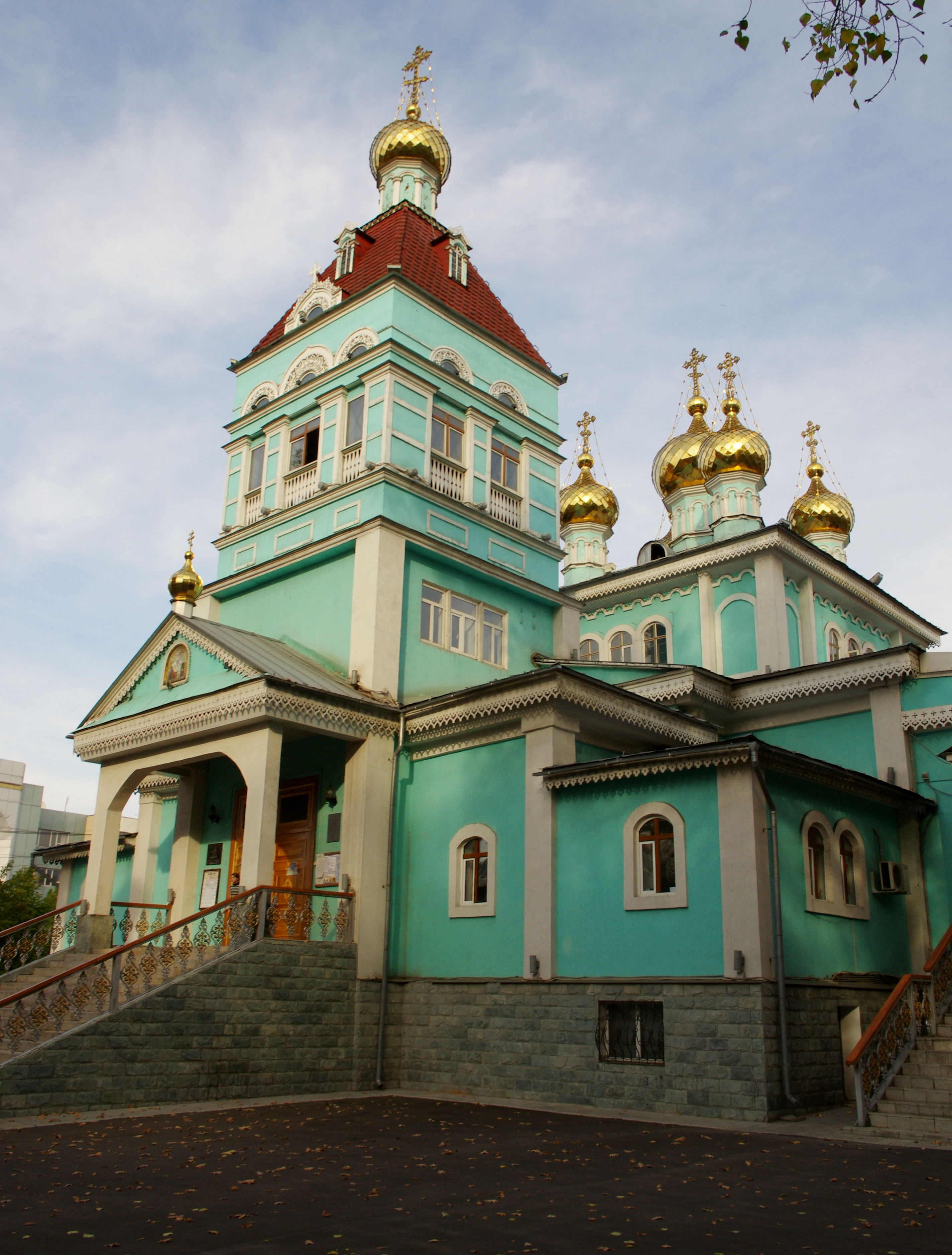
Никольский собор, Алма-Ата
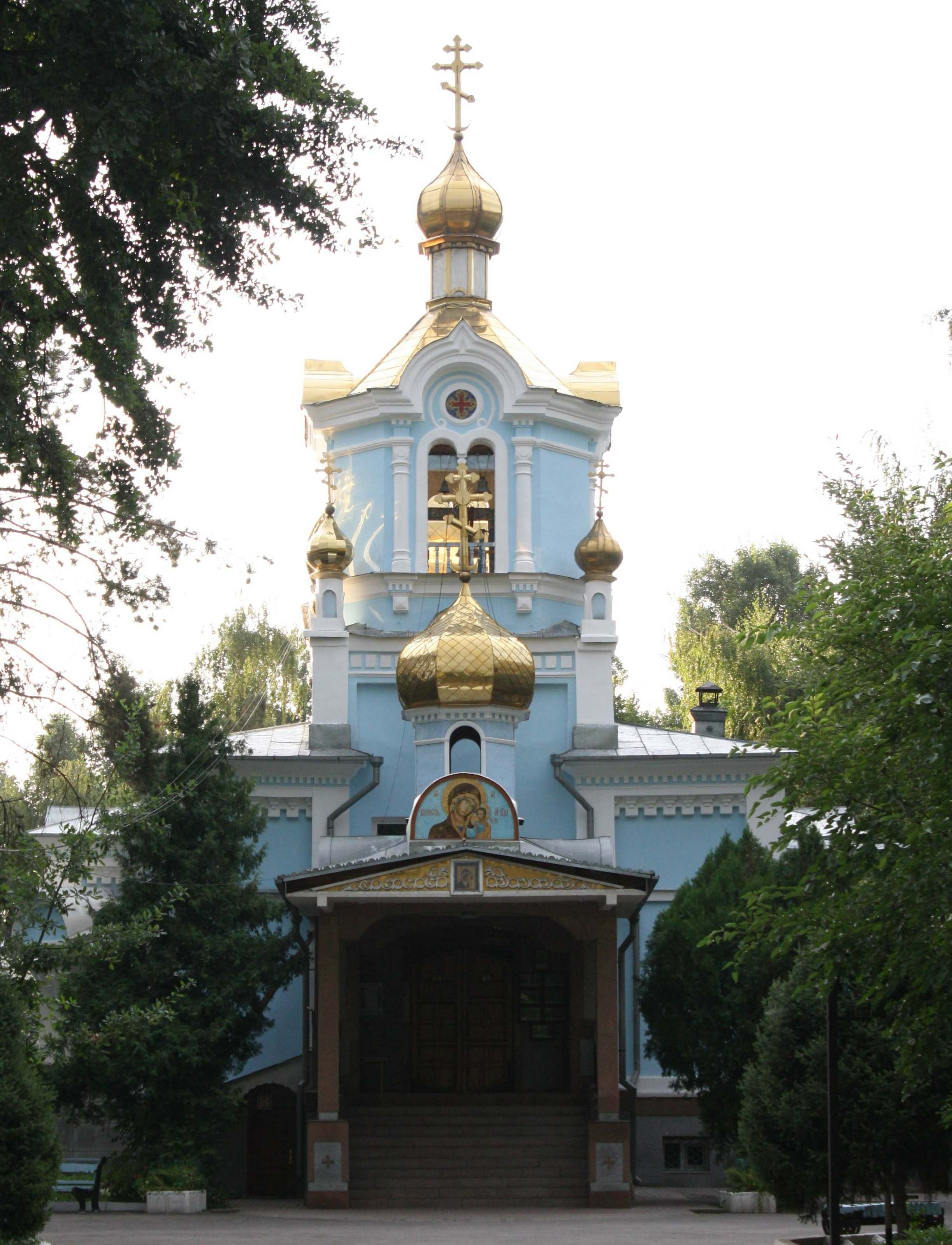
Казанский собор, Алма-Ата
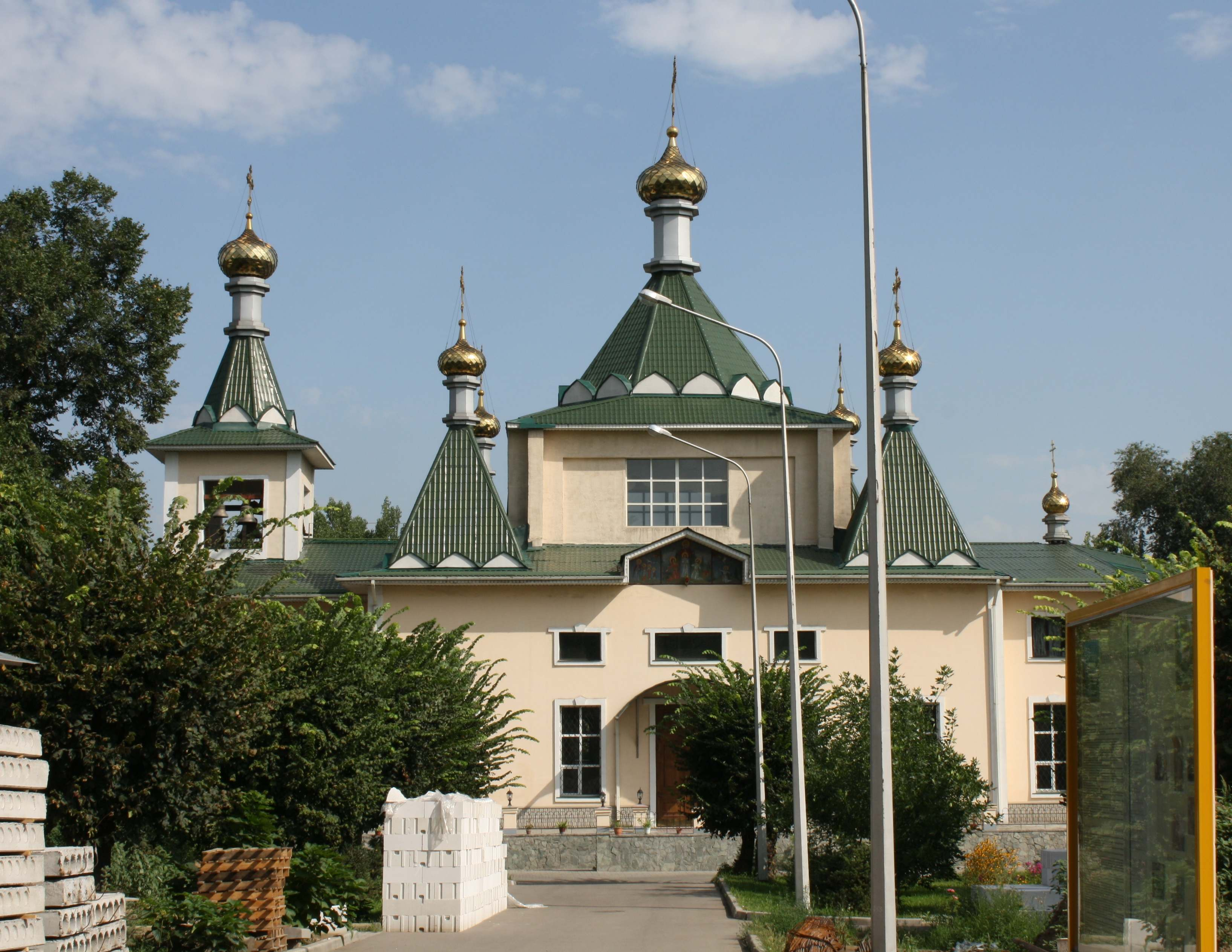
Софийский собор, Алма-Ата
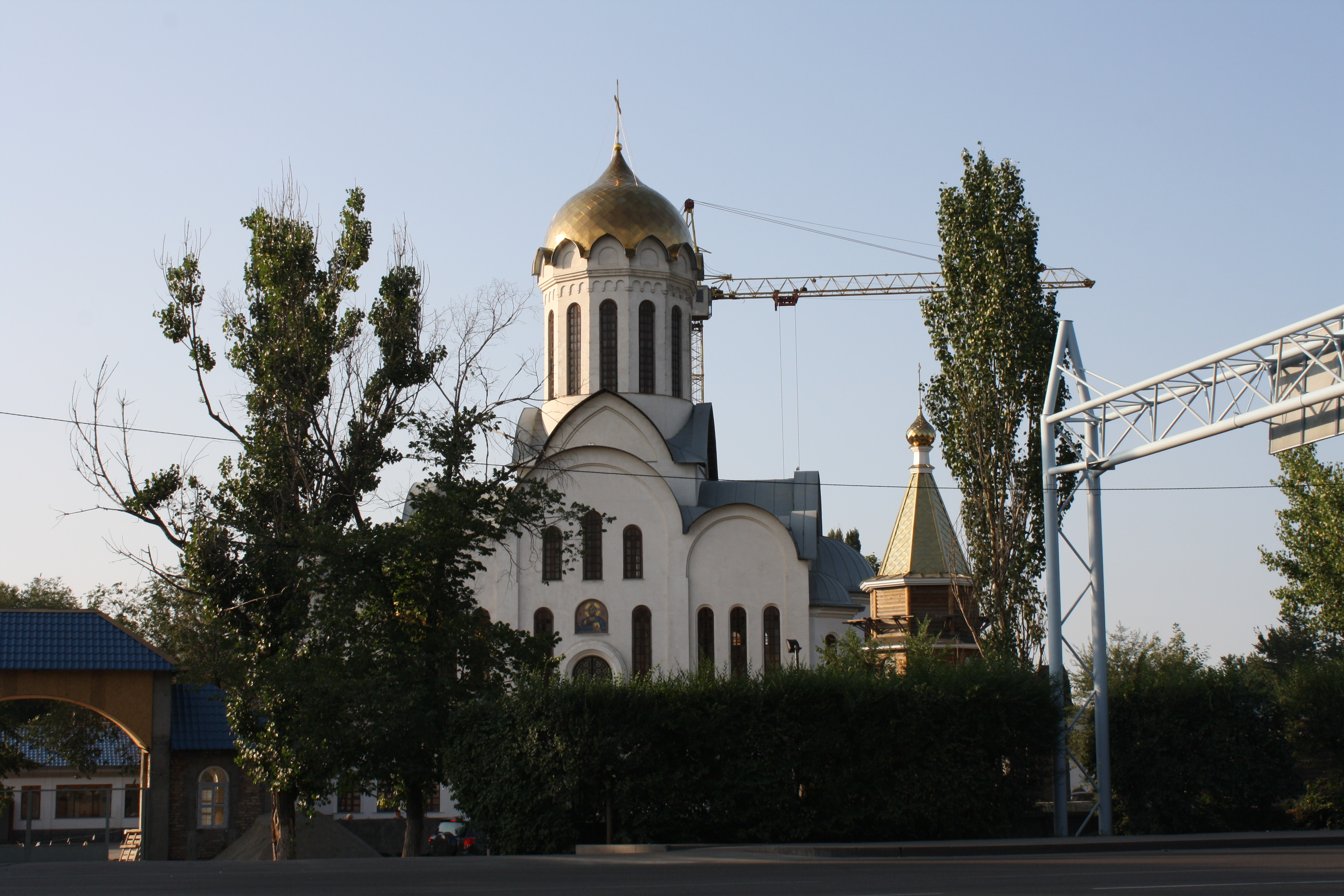
Собор в честь Рождества Христова, Алма-Ата